# Tomás Vives Antón
Tomás Salvador Vives Antón (Elche, 5 de enero de 1939-Valencia, 10 de julio de 2022) fue un jurista español, fiscal, profesor universitario y magistrado, llegando a ocupar el cargo de vicepresidente del Tribunal Constitucional.

## Biografía
Nacido en Elche, Tomás Vives se licenció en Derecho en la Universidad Complutense de Madrid, completando su formación con una diplomatura en Criminología y el doctorado en Derecho por la Universidad de Valencia en 1973. Con anterioridad había ganado las oposiciones a fiscal, trabajo que desempeñó de 1966 a 1980. En este tiempo fue uno de los promotores de la organización Justicia Democrática de jueces y fiscales, de oposición al franquismo. Estando destinado en Valencia compaginó su trabajo en la fiscalía con el de profesor, encargado primero y agregado después, en la Facultad de Derecho de la Universidad de Valencia. Durante el curso académico 1980-1981 fue vicerrector de la misma universidad. Después ganó la plaza de catedrático de derecho penal en la Universidad de Alicante donde permaneció hasta 1985, momento en el que obtuvo la misma plaza en la de Valencia.
Fue magistrado suplente en el Tribunal Superior de Justicia de la Comunidad Valenciana (1986 y 1987), vocal del Consejo General del Poder Judicial (1990 y 1995) y magistrado del Tribunal Constitucional (de 1995 a 2004), donde ocupó la vicepresidencia entre 2001 y 2005. Tras finalizar su mandato en el Tribunal Constitucional, regresó a la Universidad de Valencia para incorporarse de nuevo como catedrático donde, tras su jubilación, fue profesor emérito.
Colaboró en varios libros publicados en el ámbito del derecho penal y las libertades públicas, fue director de más de una decena de tesis doctorales y es autor de obras como Libertad de prensa y responsabilidad criminal: (la regulación de la autoría en los delitos cometidos por medio de la imprenta) (1977), La reforma penal de 1989 (1989) o La libertad como pretexto (1995) o Fundamentos del sistema penal: acción significativa y derechos constitucionales (2011), además de distintos manuales sobre derecho penal.
Premio Extraordinario de Doctorado en 1973, Tomás Vives fue reconocido y galardonado con el I Premio Ihering del Instituto de Derechos Humanos «por su excepcional trayectoria como jurista que se ha distinguido por su contribución doctrinal a la defensa de los derechos y libertades fundamentales y por su trabajo profesional en los Tribunales y en las más altas instituciones del Estado, en la garantía de los mismos» el Premio Relevancia Social del Consejo Social de la Universidad Miguel Hernández (2016) o con la Distinción por la Defensa de los Derechos y Libertades Constitucionales de la Generalidad Valenciana (2019), entre otros.
| Predecesor: Carles Viver Pi-Sunyer | Vicepresidente del Tribunal Constitucional 2001 - 2004 | Sucesor: Guillermo Jiménez Sánchez |